# Exequiel Benavídez
Exequiel Emanuel Benavídez (Santiago del Estero, 5 de março de 1989) é um futebolista argentino que joga como volante.

## Carreira
Benavídez começou a carreira em 2008, mas sem nenhuma oportunidade no Boca Juniors, foi emprestado ao Tiro Federal para ganhar experiência. Regressou aos Xeneizes no início de 2010, mas ainda assim não garantiu seu espaço na equipe: disputou apenas dez partidas.

## Títulos
Boca Juniors
- Campeonato Argentino (Apertura): 2008